# Centaurea osmaniyensis
Centaurea osmaniyensis — вид квіткових рослин родини айстрових (Asteraceae). Ендемік Туреччини.
C. osmaniyensis є місцевим ендемічним видом, відомим лише в одній місцевості, з провінції Османіє, у Східній Середземноморській Анатолії.

## Біоморфологічні характеристики
Дворічні трав'янисті рослини 50–88 см завдовжки, з товстим стрижневим коренем, біля основи стебла шийка з волокнистих залишків черешка. Стебла прямі, прості або гіллясті, ≈ 0,7 см в діаметрі в основі циліндричні, нижня частина коричнева, верхня частина зеленувата або жовтувата, з густими смугами, нижня частина майже гола, серединна і верхня частини рідко запушені зчленованими волосками. Прикореневі листки прості з черешком 7,5–19 см, яйцеподібно-серцеподібні, 19,5–33 × 6,8–13,7 см. Верхні стеблові листки дедалі дрібніші, коротко крилаті, довгасті або ланцетні, 2–3 × 1–1,5 см. Квіткові голови розташовані в нещільній китиці, 3.5–5 × 3–5 см. Філярії багаторядні, голі, придатки великі. Квітки пурпурові. Сім'янки довгасті, 6–7 × 2–3 мм, білуваті, блискучі та гладкі, заокруглені на верхівці, голі. Папус стійкий, багаторядний, темно-коричневий, 8–10 мм. Квітує й плодить у червні та липні.